# Eriosyce islayensis
Eriosyce islayensis ist eine Pflanzenart in der Gattung Eriosyce aus der Familie der Kakteengewächse (Cactaceae). Das Artepitheton islayensis verweist auf das Vorkommen der Art in der peruanischen Provinz Islay.

## Beschreibung
Eriosyce islayensis wächst einzeln mit kugelförmigen bis verlängerten Trieben und erreicht bei Durchmessern von 5 bis 20 Zentimeter Wuchshöhen von 40 Zentimeter und mehr. Die Wurzeln sind faserig. Es sind bis zu 25 Rippen vorhanden. Die darauf befindlichen Areolen sind stark bewollt. Die Dornen sind meist grau bis schwärzlich. Die vier bis sieben dicken Mitteldornen sind 1,2 bis 1,6 Zentimeter lang. Die zwölf bis 22 ausstrahlenden Randdornen sind 6 bis 10 Millimeter lang.
Die weit trichterförmigen, gelben Blüten erscheinen aus jungen Areolen. Sie sind 2 bis 4 Zentimeter lang und weisen einen ebensolchen Durchmesser auf. Ihr Perikarpell und die Blütenröhre sind mit dichter Wolle und Borsten besetzt. Die keulenförmigen, ballonartigen, stark verlängerten, etwas rosaroten Früchte sind bis zu 5 Zentimeter lang und reißen mit einer basalen Pore auf.

## Verbreitung, Systematik und Gefährdung
Eriosyce islayensis ist in den peruanischen Regionen Arequipa, Moquegua und Tacna sowie der chilenischen Region Tarapacá auf trockenen Hängen in Küstennähe verbreitet.
Die Erstbeschreibung als Echinocactus islayensis erfolgte 1861 durch Carl Friedrich Förster. Fred Kattermann stellte sie 1994 in die Gattung Eriosyce. Weitere nomenklatorische Synonyme sind Malacocarpus islayensis (C.F.Först.) Britton & Rose (1922), Islaya islayensis (C.F.Först.) Backeb. (1934), Parodia islayensis (C.F.Först.) Borg (1937) und Neoporteria islayensis (C.F.Först.) Donald & G.D.Rowley (1966).
Es werden die folgenden Unterarten unterschieden:
- Eriosyce islayensis subsp. islayensis
- Eriosyce islayensis subsp. grandis (Rauh & Backeb.) G.J.Charles
- Eriosyce islayensis subsp. omasensis (Ostolaza & Mischler) G.J.Charles

In der Roten Liste gefährdeter Arten der IUCN wird die Art als „Near Threatened (NT)“, d. h. als gering gefährdet geführt.

## Nachweise